# 遠くへ行きたい (テレビ番組)
『遠くへ行きたい』（とおくへいきたい）は、読売テレビ（ytv）の制作により日本テレビ系列で1970年（昭和45年）10月4日から放送されている紀行番組。

## 概要
スポンサードネットの対象が基幹系列局に限定されているためか同時ネットする局は少なく（読売テレビと同じく読売中京FSホールディングスの子会社である北海道・STVは基幹系列局にもかかわらず、ノンスポンサーでかつ同時ネットや遅れネット、不定期放送を繰り返している）、系列局により毎週放送でも時差で放送する局、不定期で放送する局、未放送の局とそれぞれ分かれている。（#ネット局）
一時期、110度CS放送「スカパー!110」（現在のスカパー!）の○○九ちゃん&サイエンス（後の日テレプラス&サイエンス、現在の日テレプラス ドラマ・アニメ・音楽ライブ）でも過去放送分が再放送されていたが2005年4月より日テレプラス&サイエンスにてCSでの放送が再び開始され現在は終了。その後食と旅のフーディーズTVにて再放送された。
2014年2月8日（土曜日）には13:30から1時間スペシャルで『遠くへ行きたい世界遺産スペシャル』が日本テレビ系列全局ネットで放送された。制作はテレビマンユニオンが担当した。
当時の日本国有鉄道（国鉄、現・JR）のキャンペーン『ディスカバー・ジャパン』の一環として1970年10月4日に、永六輔の単独出演で放送を開始。開始当初のタイトルは「六輔さすらいの旅・遠くへ行きたい」。放送時間は日曜22:30 - 23:00（1976年3月28日まで）だった。旅番組で有数の長寿を誇っており、2020年10月に放送開始50周年を迎え、また同年3月15日放送分で放送2500回を迎えた。
国鉄・JRのキャンペーンで使用されたキャッチフレーズのロゴ（いい日旅立ち、エキゾチックジャパン）はオープニングの番組タイトルロゴに添えて表示された。
番組の内容は、有名芸能人・文化人が、日本各地の風土、歴史、食、温泉宿を訪ね、堪能するというもの。初期の「六輔さすらいの旅」時代は永をレギュラーに据えた紀行番組であったが、1971年に永が観光、グルメ要素を加えたいスタッフとの対立により降板した後（タイトルから「六輔さすらいの旅」が消える）はレギュラー出演者が設けられず、伊丹十三や藤田弓子など数多くの俳優や女優及び著名人（タレント）が週替わりで出演し、回によっては有名監督が撮影の指揮を取るという現在の形となった（前述の通り降板した永も、週替わりの出演者の一人として何度か出演している）。旅の行程について説明するナレーションもリポーターが行う。
初期のプロデュースには永と交流が深かった矢崎泰久が担当。
番組内での移動手段は基本的に鉄道のみだが、同系列の紀行番組『ぶらり途中下車の旅』と違い、訪れた場所の最寄り駅テロップは出てこない。JRグループがスポンサーを降板した事により、2022年春以降の回では必ずしも鉄道のみが移動手段とはされなくなり、車での移動を伴う回も存在する。
国鉄分割民営化直前の1986年には、永が分割民営化に反対する意見広告（毎日新聞掲載）に写真入りでコメントを出したため、番組を一時的に降板する事態となった。このとき新聞には“永六輔さん「遠くへ行く」”という皮肉交じりの見出しが掲載されている。
ちなみに主題歌である「遠くへ行きたい」は、永が作詞した。尺八バージョンが永のラジオ番組『誰かとどこかで』（TBSラジオ）でも使用されていた。
永が2016年7月7日に亡くなった（83歳没）ことを受けて、同7月17日（日テレ・ytv基準）の放送回は、当初予定の内容を変更して、番組初期のレギュラーリポーター（「六輔のさすらいの旅」）時代を含め通算46年・82回にわたって出演した旅の行程の中から抜粋して、「永六輔の七転八倒!旅語録」と題した追悼特番（ナレーター・徳光和夫）を放送した。なお永が最後にリポーターとして出演したのは2013年7月21日（2165回）と同8月11日（2168回）の前後編で放送された「笑う京都に!福来る」と題された京都府への取材で、永にとっては2006年以来7年ぶりのリポーターとしての出演だったという。この時は既にパーキンソン病を患っており、自力での歩行が困難で車いす介助が必要だったため、永の孫で当時大学生だった岡﨑育之介も取材に同行した。
番組最多出演者は俳優の渡辺文雄。2004年8月4日に肝臓がんのため亡くなり、同年6月6日放送分（山形県天童市編）が最後の出演となった。渡辺は1972年7月16日放送分の第93回（三重県上野市＜現在の伊賀市＞）で初登場、364回出演し、番組に多大な貢献をした。
また、1982年4月から1989年9月24日までは日曜8:30 - 9:00の放送であったが、同年10月の『中村敦夫のザ・サンデー』（後の『THE・サンデー』→『TheサンデーNEXT』）の開始に伴い、放送時間が日曜7:30 - 8:00に変更された。
2009年4月から『ヤッターマン』が月曜19時台後半からの移動に伴い、7時台は読売テレビ制作枠が存在するようになった。これにより『ヤッターマン』の直後にこの番組を放送する事になるが、一部地域では『ヤッターマン』の枠移動による編成で遅れネットとなった（後述）。
なお、次回予告は、近年提供スポンサーの増加によるコマ時間の都合と番組編成の都合でエンディングに提供テロップ送出と同時に流している。また、次回予告でのサブタイトル内容表示は、読売テレビ送出マスターの提供クレジットテロップから出しているため、同時ネット局では内容を確認できるが、時差ネット局では表示されていない局もあり、その場合は撮影映像のみしか流れない。不定期放送の場合は次回予告も放送されない。
長らく日曜7:30 - 8:00での放送が続いてきたが、2013年4月から、同年3月まで当番組の直後に放送していた『シューイチ』（日曜版）を30分繰り上げ・拡大することとなり、当番組は2013年4月7日以降、放送枠を移動して継続。それに伴い関東・関西の同時ネットが解消となりローカル編成となる。
TVerでの見逃し配信については2024年4月7日放送分から開始。これにより、本番組が放送されていない地域でも視聴することが出来るようになった。

## 放送時間の変遷
| 期 | 放送期間                      | 読売テレビ（制作局） | 日本テレビ（キー局） | 備考                                       |
| -- | ----------------------------- | -------------------- | -------------------- | ------------------------------------------ |
| 1  | 1970年10月4日 - 1976年3月28日 | 日曜 22:30 - 23:00   | 日曜 22:30 - 23:00   |                                            |
| 2  | 1976年4月4日 - 1982年3月28日  | 日曜 10:30 - 11:00   | 日曜 10:30 - 11:00   |                                            |
| 3  | 1982年4月4日 - 1989年9月24日  | 日曜 8:30 - 9:00     | 日曜 8:30 - 9:00     |                                            |
| 4  | 1989年10月1日 - 2013年3月31日 | 日曜 7:30 - 8:00     | 日曜 7:30 - 8:00     | ここまで制作局とキー局で放送時間が同じ。   |
| 5  | 2013年4月7日 - 2014年9月28日  | 日曜 7:00 - 7:30     | 日曜 5:30 - 6:00     | ここから制作局とキー局で放送時間が異なる。 |
| 6  | 2014年10月5日 -               | 日曜 7:00 - 7:30     | 日曜 6:30 - 7:00     |                                            |

なお1978年以降、毎年8月下旬（1991年のみ7月）に放送される大型特別番組『24時間テレビ 「愛は地球を救う」』編成の際は休止される。年末年始の場合も原則休止されるが、暦によってはまれに放送されることがあるも、その場合であっても、箱根駅伝中継の関係から制作局では繰り上げ放送となる（2016年1月3日は制作局では通常より30分繰り上げとなり、結果的にキー局と臨時同時ネットとなった。なお、2021年1月3日の放送に関しては不明。）。

## スポンサー
- 番組スポンサーは当初は日本国有鉄道（国鉄）の一社提供だったが、後に国鉄を筆頭とした複数社の提供スポンサーとなり、1987年の国鉄の分割・民営化後もJRグループが提供スポンサーを引き継いだが、後にJRグループのほかに複数社・団体のスポンサーとなっている。以前は国鉄時代を含めてJTB・日本旅行・近畿日本ツーリストなどの旅行会社もスポンサーになっていた事もあった。JRグループは2022年3月をもって降板した。
  - JRグループがメインスポンサーになっている関係のためか、登場するJRの路線名の表示テロップにも｢JR」のロゴマークを付けて表示されている（開始時期は不明だが、その後は各社のコーポレートカラー入り）。
  - JRグループが列車事故により一時的に番組スポンサーを降板していた時期があった。
  - JR北海道の本拠であるSTVはノンスポンサーで同時ネットや遅れネット、不定期放送で対応し（下記参照）[2]、JR四国本社のある香川・西日本放送は2023年8月現在、土日午後の空き枠を中心とした不定期・単発ネットで放送されている。
- STVは当初同時ネットで放送。その後は不定期放送だったが、2006年4月1日より時差ネットでレギュラー放送を再開（土曜5:30 - 、遅れネットでノンスポンサー）したものの、わずか5回放送しただけで同年4月29日をもって打ち切りになった。その後6月30日金曜日の10:55から放送されたため、再び不定期放送となる。以前の不定期放送の時に比べて放送される週が多い傾向となっていたが、『どさんこサンデー』の放送終了に伴い、10月1日放送分から2011年10月2日放送分まで再び同時ネットで放送。10月9日からはアニメ『HUNTER×HUNTER』（制作局の日本テレビより1週遅れ）を放送することになったため、翌々日朝放送の遅れネットになる[2]。しかし、ノンスポンサーでスポットCMに差し替えて放送しているため、スポンサーCMは視聴不可能である（スポンサーの表示部分が流れるところも含めてすべてスポットCMに差し替え）。
  - なお、同時ネット再開初回は放送事故を避けるためからか番組ネットスポンサーだけはそのまま付いた上で放送していた。一旦2009年4月17日から毎週金曜10:25 - 10:55で遅れネットで放送されていた（字幕放送も未実施）が、2010年1月10日放送分から再び同時ネットの放送（字幕放送も再開、但しノンスポンサー）に戻した。先述のとおり、10月9日からはアニメを放送することになったため、遅れネットになるが、字幕放送は以前の時差ネットとは異なり実施される（9日遅れの放送になってからは再び字幕放送は非対応となった。一方同時ネットでは割愛されていた次回予告の映像もスポンサー表示のない状態でそのまま流してエンドタイトル表示する形での放送となった）。
- 広島テレビでも2008年4月より同時ネットに移行したが、スポンサーは時差ネット時代と同じJRグループ（過去には白十字も）のみである。空欄の提供ベースでの裏送りが行われていないことから、提供ベースをブルーバックに差し替え、JRグループ以外の企業のCM枠は番宣などに差し替えていた他、時期によってはローカルスポンサーが加わることもある。さらに、2011年5月頃からは次回予告をカットしてスポットCMを増枠していた（エンドカードは静止画で自社出し）。2013年4月以降も本番組を読売テレビと同時ネットで放送し、従前通り次回予告をカットしている（次回予告が後提供ベースの左右への表示となって以降は直後のエンドカードで飛び乗り）。さらに2022年4月時点ではJRグループもスポンサーを降板し、スポットCMと番組宣伝のみとなっているため、前後提供ベースをCMに差し替え、エンディングはCMの後でエンドカードで飛び乗っている。
- 上記のように、2013年3月時点で現在スポンサードネットで同時ネットを行っていた局は4局のみだった（制作局の読売テレビの他、日テレ・中京テレビ・福岡放送）。そのうち日本テレビは提供テロップは自局による送出をするが、提供表示枠の配置およびカラー表示は行っていない。

## テーマ曲
番組のテーマ曲「遠くへ行きたい」（作詞：永六輔、作曲：中村八大）は、元々は1962年に『夢であいましょう』（NHK総合テレビ）の「今月の歌」としてジェリー藤尾が歌った曲だったが、この番組ではデューク・エイセスが歌った。その後、時代とともにさまざまなジャンルの歌手に歌い継がれている。なお、尺八で演奏されたインストバージョンもあり、こちらも番宣CMや永のラジオ番組『誰かとどこかで』（TBSラジオ）等で使用されている。2010年1月から10月までは「番組40周年イヤー」と称し、歴代のオープニングを順不同（番組冒頭の表紙画とともに月替り）で放送した。
2014年4月からは歴代のオープニングテーマ曲を週替わりで使用しているほか、本編中にも流れることがある（時には渥美清、尾崎紀世彦、比嘉栄昇、森山直太朗、そしてジェリー藤尾など、テーマ曲に使われなかった人物が歌ったバージョンが流れることもある）。

### テーマ曲を歌った歌手
|    | 歌手                     | 放送開始年月 | 編曲者         | 備考                                                                                          |
| -- | ------------------------ | ------------ | -------------- | --------------------------------------------------------------------------------------------- |
| 1  | デューク・エイセス       | 1970年10月 - | 山本直純       | 2010年4月も使用。蒸気機関車の汽笛と走行音をイメージした曲調。                                 |
| 2  | 永六輔                   | 1971年4月 -  |                | セルフカバー。                                                                                |
| 3  | 小室等と六文銭           | 1971年10月 - |                |                                                                                               |
| 4  | 小林旭                   | 1972年4月 -  |                |                                                                                               |
| 5  | 東京混声合唱団           | 1972年10月 - |                |                                                                                               |
| 6  | 赤い鳥                   | 1973年4月 -  |                |                                                                                               |
| 7  | 上條恒彦                 | 1974年1月 -  | 前田憲男       | 2010年7月も使用。                                                                             |
| 8  | 安田南                   | 1974年4月 -  |                |                                                                                               |
| 9  | 平尾昌晃と西崎みどり     | 1974年10月 - |                |                                                                                               |
| 10 | 小野恵美子               | 1975年4月 -  | 羽田健太郎     |                                                                                               |
| 11 | ボニージャックス         | 1976年4月 -  | 西脇久夫       |                                                                                               |
| 12 | 森田公一とトップギャラン | 1976年10月 - | 森田公一       | 2010年1月も使用。                                                                             |
| 13 | 豊島たづみ               | 1981年4月 -  |                |                                                                                               |
| 14 | 鯨井ゆかり               | 1981年7月 -  | 小六禮次郎     |                                                                                               |
| 15 | 古谷一行                 | 1982年4月 -  | 青木望         |                                                                                               |
| 16 | 渡辺真知子               | 1982年10月 - | 堀越信泰       | 2010年2月も使用。その後も不定期に使用する場合もある。                                         |
| 17 | ダ・カーポ               | 1985年10月 - | 島津秀雄       | 2010年5月も使用。ダ・カーポの榊原まさとし・広子夫妻は現在も週替りの出演者として登場している。 |
| 18 | 岩崎宏美                 | 1990年10月 - | 堀越信泰       | 2010年3月も使用。演奏はポワソン。                                                             |
| 19 | オユンナ                 | 1994年1月 -  | 姫神           | 2010年6月も使用。原曲は4拍子だが、このカバーは3拍子に編曲されている。                         |
| 20 | 石川さゆり               | 1998年5月 -  | 岡崎倫典       | 2010年8月も使用。編曲の岡崎はギターも担当。二胡は許可。                                       |
| 21 | さだまさし               | 2000年10月 - | 渡辺俊幸       | 2010年9,10月も使用。また2016年9月11日の放送でも使用された。                                   |
| 22 | 元ちとせ                 | 2004年3月 -  | ライオンメリィ |                                                                                               |
| 23 | 森山良子                 | 2005年5月 -  | 納浩一         | 「番組40周年イヤー」期間中はインストが開始・終了時の提供クレジット表示のみに流れた。          |
| 24 | Chage                    | 2011年1月 -  | 渡辺等         | 2011年9月11日放送回（石川県・能登半島の旅）に本人が出演。                                     |
| 25 | 一青窈                   | 2012年12月 - | 武部聡志       |                                                                                               |
| 26 | フラリーパッド           | 2017年6月 -  | 和泉一弥       | 不定期に起用。                                                                                |
| 27 | 森山直太朗               | 2020年12月 - |                |                                                                                               |

## 旅した都道府県ベスト10
- 1位 北海道 137回
- 2位 長野県 125回
- 3位 京都府 103回
- 4位 静岡県 95回
- 4位 秋田県 95回
- 5位 新潟県 81回
- 6位 青森県 71回
- 7位 兵庫県 64回
- 8位 鹿児島県 63回
- 9位 岐阜県 62回
- 9位 神奈川県 62回
- 10位 奈良県 広島県 58回

※第2182回まで

## ネット局

### 放送時間
（2024年10月 - ）
- 全編ローカルセールス（地域限定スポンサードネット）枠のため、読売テレビ以外の通常時同時ネット局や、日本テレビ以外の通常時先行ネット局では、編成の都合により臨時に非ネットもしくは遅れネットする局がある一方、通常時同時ネット局が、臨時に先行ネットしたり、通常時先行ネット局が、臨時に同時ネットする場合がある[注 13]。
- ネット局のうち、日本テレビと福岡放送は、遅れネットではなく読売テレビから事前に番組素材の裏送りを受けての先行ネットのため、系列局で最初に最新回が放送される。
- 読売テレビ・日本テレビ・広島テレビなど一部ネット局では時刻表示・お天気ループの表示を行っているが、番組送出ではなく各局別の送出となっている[注 14]。
- 太字のネット局はスポンサードネット扱いのネット局。

| 放送対象地域  | 放送局                  | 系列           | 放送時間           | ネット状況 | 備考                          |
| ------------- | ----------------------- | -------------- | ------------------ | ---------- | ----------------------------- |
| 近畿広域圏    | 読売テレビ（ytv）       | 日本テレビ系列 | 日曜 7:00 - 7:30   | 【制作局】 | 【制作局】                    |
| 中京広域圏    | 中京テレビ（CTV）       | 日本テレビ系列 | 日曜 7:00 - 7:30   | 同時ネット | [ 注 15 ]                     |
| 広島県        | 広島テレビ（HTV）       | 日本テレビ系列 | 日曜 7:00 - 7:30   | 同時ネット | [ 注 16 ] [ 注 18 ] [ 注 19 ] |
| 関東広域圏    | 日本テレビ（NTV）       | 日本テレビ系列 | 日曜 6:30 - 7:00   | 先行ネット | [ 注 20 ] [ 注 21 ] [ 注 22 ] |
| 福岡県        | 福岡放送（FBS）         | 日本テレビ系列 | 日曜 6:30 - 7:00   | 先行ネット | [ 注 23 ]                     |
| 宮城県        | ミヤギテレビ（MMT）     | 日本テレビ系列 | 日曜 6:30 - 7:00   | 遅れネット | [ 注 24 ]                     |
| 福島県        | 福島中央テレビ（FCT）   | 日本テレビ系列 | 日曜 6:30 - 7:00   | 遅れネット | [ 注 25 ] [ 注 26 ]           |
| 長野県        | テレビ信州（TSB）       | 日本テレビ系列 | 日曜 6:30 - 7:00   | 遅れネット | [ 注 27 ]                     |
| 静岡県        | 静岡第一テレビ（SDT）   | 日本テレビ系列 | 日曜 6:30 - 7:00   | 遅れネット | [ 注 28 ]                     |
| 鳥取県 島根県 | 日本海テレビ（NKT）     | 日本テレビ系列 | 日曜 6:30 - 7:00   | 遅れネット | [ 注 29 ]                     |
| 北海道        | 札幌テレビ（STV）       | 日本テレビ系列 | 日曜 5:45 - 6:15   | 遅れネット | [ 注 30 ] [ 注 31 ]           |
| 山口県        | 山口放送（KRY）         | 日本テレビ系列 | 日曜 13:00 - 13:30 | 遅れネット | [ 注 32 ]                     |
| 愛媛県        | 南海放送（RNB）         | 日本テレビ系列 | 金曜 10:25 - 10:55 | 遅れネット | [ 注 33 ] [ 注 34 ]           |
| 長崎県        | 長崎国際テレビ（NIB）   | 日本テレビ系列 | 日曜 17:00 - 17:30 | 遅れネット | [ 注 35 ]                     |
| 鹿児島県      | 鹿児島読売テレビ（KYT） | 日本テレビ系列 | 日曜 16:00 - 16:30 | 遅れネット | [ 注 36 ]                     |
| 沖縄県        | 宮古テレビ（MTV）       | ケーブルテレビ | 日曜 10:25 - 10:55 | 遅れネット | [ 注 37 ]                     |

### 不定期放送
- テレビ岩手（TVI）：定期放送では1989年3月25日をもって打ち切り。現在は、旅先として岩手県が登場する回を不定期で放送している。
- 秋田放送（ABS）：旅先として秋田県が登場する回を不定期で放送している。
- 山形放送（YBC）：かつて1980年代から90年代前半にかけて放送していた。2009年4月に放送再開したが、2013年3月31日で一旦打ち切り。ただし、第1日曜は『時を越えて〜山形の過去・いま・未来〜』を放送する為に休止していた。2015年10月4日に放送再開したが、2016年4月10日をもって再び打ち切り。現在は、旅先として山形県が登場する回を不定期で放送している。
- 山梨放送（YBS）：旅先として山梨県が登場する回を不定期で放送している。
- テレビ新潟（TeNY）：過去に定期放送していた時期もある。現在は、旅先として新潟県が登場する回を不定期で放送している。
- 福井放送（FBC）：旅先として福井県が登場する回を不定期で放送している。
- 四国放送（JRT）：以前は水曜11:00 - 11:30に放送されていたが、途中で打ち切り。2011年4月14日から木曜10:55 - 11:25で放送再開したが、2016年3月で再び打ち切り。現在は、旅先として徳島県が登場する回を不定期で放送している。
- 西日本放送（RNC）：旅先として香川県や岡山県が登場する回を不定期（主に土曜や日曜午後の空き枠）で放送している。
- 高知放送（RKC）：旅先として高知県が登場する回を不定期で放送している。
- くまもと県民テレビ（KKT）：かつては遅れネットの時期を含め定期放送を行っていたが、2008年12月をもって打ち切り。現在は、旅先として熊本県が登場する回を不定期で放送している。
- テレビ大分（TOS）：フジテレビ系列とのクロスネット局。旅先として大分県が登場する回を不定期で放送している。

### かつて放送していた局
- 青森放送（RAB）: 2021年3月26日で打ち切り。
- 青森テレビ（ATV）：TBS系列。1970年代から1980年代の一時期放送。日曜 7:00⇒10:30[注 38]から放送。1981年5月時点では土曜 7:00から放送。当時、日本テレビ系列局である青森放送があるにもかかわらず、当局でネットしていた。途中から本来のネット局である青森放送に戻った[17][18]。
- 信越放送 (SBC) :TBS系列。1975年4月6日 - 1976年3月21日放送。日曜深夜の遅れネット[19]。
- 静岡放送（SBS）：TBS系列。静岡第一テレビ開局以前、日曜23:50 - 0:20に遅れネットで放送されていた事がある[20]。
- 北日本放送（KNB）：1976年4月11日ネット開始[21]し、1979年9月29日（当時は土曜 9:30 - 10:00にて放送）で一旦終了する[22]も、後に再開。2017年3月31日までは金曜 15:55 - 16:25、2017年4月 - 2020年3月までは金曜 15:54 - 16:23に放送。2020年4月から2022年3月まで金曜 15:50 - 16:20、2022年4月7日以降は木曜 10:25 - 10:55にて放送[23]。『DayDay.』放送時間拡大に伴う改編の為、2024年3月28日を以て打ち切り（なお、当日に【終】マークは無かった）[24][25]。
- 北陸放送（MRO）：TBS系列。テレビ金沢開局直前の1990年3月31日まで放送。最終回時点の放送時間は土曜 9:30 - 10:00[26]。
- 石川テレビ（ITC）：フジテレビ系列。1970年代に放送。
- テレビ金沢（KTK）: 2023年3月31日で打ち切り。
- 中国放送（RCC）：TBS系列。1973年4月1日から1974年3月31日まで日曜23:00 - 23:30に放送（それ以前の広島テレビまたは広島ホームテレビ〈UHT→HOME、NET→テレビ朝日系列〉での放送有無や、広島テレビでの放送開始（あるいは再開）時期は不明）[27][注 39][注 40]。
- 熊本放送（RKK）：TBS系列、くまもと県民テレビ開局以前に放送されていた事がある。
- 大分放送（OBS）：TBS系列、単発で放送。
- 宮崎放送（MRT）：TBS系列、1996年4月開始～1998年9月打ち切り。
- 鹿児島テレビ（KTS）：放送時、フジテレビ系列と日本テレビ系列のクロスネット。
- 琉球放送（RBC）：TBS系列、放送時期不明。

## スタッフ
- タイトル画：安野光雅（リポーターとしても何度か出演している）
- 演出（週替わりで担当）
  - テレビマンユニオン：保坂秀司、田中徹、松田朋之、土井晴美、伊藤メグミ、河原剛、内山雄人
  - 田園工房：杉生公次、齋藤篤史
    - テレビマンユニオンでは上記以外の人が演出を担当する場合もある。
- 撮影（週替わりで担当）
  - テレビマンユニオン制作時：吉田誠、溝口大輔、西徹、桜田仁、市川元樹、加藤美智雄、笹目康市
  - 田園工房制作時：中島洋行
- 録音（週替わりで担当）
  - テレビマンユニオン制作時：白川純(淳)、伊藤健太郎、岩佐治彦、佐久間敏美、在原康博、井澤賢博、野澤勝一、依田信彦、池義明、梅澤大輔、濱中竜也
  - 田園工房制作時：加藤泰久
- VE（週替わりで担当）：安梨奈、高田鍾司、片岡翔吾、金山侑太（田園工房制作時）
- EED：飯塚崇浩（田園工房制作時）
- 音響効果：山﨑恵美（テレビマンユニオン制作時）、白川亮太（田園工房制作時）
- タイトルCG：後藤克典
- 技術協力：IMAGICA（テレビマンユニオン制作時）、日放（田園工房制作時）
- 演出助手（2023年現在、週替わりで担当）
  - テレビマンユニオン：中島誠人、西出将之、阿部摩里恵、松原佳奈
- プロデューサー：岡本浩一（読売テレビ）[28]、廣田晃二（読売テレビ）、森明子（テレビマンユニオン）、吉田一夫（田園工房）[注 41]、朴成基（田園工房）
- チーフプロデューサー：山本晃久（読売テレビ）[注 42]、生尾典之（テレビマンユニオン）[注 42]、池田眞人（田園工房）
- 制作：読売テレビ、テレビマンユニオン、田園工房
  - 通常はテレビマンユニオンが担当しているが、原則毎月最終週は田園工房が担当している（田園工房が担当しない月もある）。
- 2014年3月をもって安野のタイトル画は廃止され、2014年4月からはスタッフがエンディングで表示されている。

### 過去のスタッフ
- 演出（週替わりで担当）
  - テレビマンユニオン：阿部賢実、佐々木憲、倉岡恭一、森健一、大貫昇、藤本昌伸、村田吉廣、伏谷毅彦、後藤幸一
  - 田園工房：松井秀裕、千先岳、松井恒男
  - フリー：恩地日出夫
- 技術協力：パビック、東洋現像所ビデオセンター、サウンドユニバース、オムニバスジャパン（テレビマンユニオン制作時）、日本テレビビデオ（田園工房制作時）
- 広報（ノンクレジット）：諏訪道彦[29]（読売テレビ）
- プロデューサー
  - 読売テレビ：小田中清臣、加藤弘三、梅渓通彦、松本芳久、逵敦史、今村紀彦、汐口武史、高田純一、竹綱裕博、竹本輝之、福田浩之、金井南燮（金井→2023年1月〜7月2日）、小島祥子
  - テレビマンユニオン：今野勉[注 41]、高村裕
  - フリー：矢崎泰久
- チーフプロデューサー
  - 読売テレビ：田中壽一[注 42]、梅田尚哉、堀口良則、木谷俊樹、中村泰規、沼田賢治[注 42]、中間利彦[注 42]
  - テレビマンユニオン：村田亨[注 42]、土𣘺正道[注 41]、杉田浩光
- 制作：四季映画放送（かつて存在した劇団四季の関連会社[30]。制作部門を引き継いで設立した田園工房に移行）

## パロディ
- めちゃ2イケてるッ! - 番組内に「近くへ行きたい」というパロディーコーナーがある。テーマ曲「近くへ行きたい」（「遠くへ行きたい」の替え歌）もデューク・エイセスが歌っている。タイトルロゴも本家と同じである。又、2007年の元旦SPでは「近くで抜きたい」というパロディも放送した。
- オレたちひょうきん族 - こちらも1983年に番組内で「遠くへ行きたくない」というパロディコーナーがあった。大平サブロー扮する、永のパロディーキャラ・「永サブ六輔」が登場している。

## 関連作品
- 『遠くへ行きたいビデオ傑作選』（全10巻　VHS） - 2000年の放送開始30周年を記念して日本通信教育連盟より発行[31]
- 『特選の旅 遠くへ行きたい』 - 放送2000回（2010年3月）を記念して、過去に放送のあった30エリアを構成したガイドムックを実業之日本社が出版している。